# Hits+
Hits+ компилацијски је албум аустралијске певачице Кајли Миног. На њему су све снимке објављене под дискографском кућом Deconstuction Records. Албум није успео завршити на топ 40 лествици у Великој Британији (41. место), али је ипак продато више примерака овог албума него примерака албума Impossible Princess у Великој Британији (+62.000 примерака).

## Списак песама
1. "Confide in Me" (албумска верзија) – 5:55
2. "Put Yourself in My Place" (сингл верзија) – 4:12
3. "Where Is the Feeling?" (BIR Dolphin Mix) – 4:13
4. "Some Kind of Bliss" – 4:12
5. "Did It Again" (сингл верзија) – 4:16
6. "Breathe" (сингл верзија) – 3:39
7. "Where the Wild Roses Grow" (дует с Ником Кејвом) – 3:57
8. "If You Don't Love Me" (Б-страна од "Confide in Me") – 2:11
9. "Tears" (пре само доступно у јапанском издању од Impossible Princess) – 4:29
10. "Gotta Move On" (пре необјављен демо из 1993) – 3:36
11. "Difficult by Design" (пре необјављен демо из 1993) – 3:43
12. "Stay This Way" (пре необјављен демо из 1996) – 4:35
13. "Automatic Love" (Акустично) (пре необјављена верзија) – 4:24
14. "Where Has the Love Gone?" (Roach Motel Remix) (пре необјављена верзија) – 9:26
15. "Take Me with You" (пре необјављена али изведена на турнеји Intimate and Live) – 9:11